# Alopeconnès
L' Alopeconnès (en grec antic: Ἀλωπεκόννησος, Alopekónnesos) era una ciutat de l'antiga Grècia situada a la costa occidental del Quersonès Traci. Era una colònia dels eolis, i la tradició deia que el seu nom derivava del fet que els colons van ser dirigits per un oracle que els va indicar que s'establissin en un lloc on veiessin una guineu (ἄλωπηξ) amb la seva cria, segons que diuen Esteve de Bizanci i Pomponi Mela.
Al segle iv aC, durant l'ascens de Macedònia, es van aliar amb Atenes, segons Titus Livi.